# Wayne County (New York)
Wayne County ist ein County im Bundesstaat New York der Vereinigten Staaten. Bei der Volkszählung im Jahr 2020 hatte Wayne County 91.283 Einwohner und eine Bevölkerungsdichte von 58,4 Einwohnern pro Quadratkilometer. Der Verwaltungssitz (County Seat) ist Lyons.

## Geographie
Das County hat eine Fläche von 3.582,1 Quadratkilometern, wovon 2.018,2 Quadratkilometer Wasserfläche sind.

### Umliegende Gebiete
| Ontariosee     | Ontariosee                   | Ontariosee    |
| Monroe County  |                              | Cayuga County |
| Ontario County | Ontario County Seneca County | Cayuga County |

## Geschichte
Das County wurde am 11. April 1823 und nach dem General Anthony Wayne benannt.

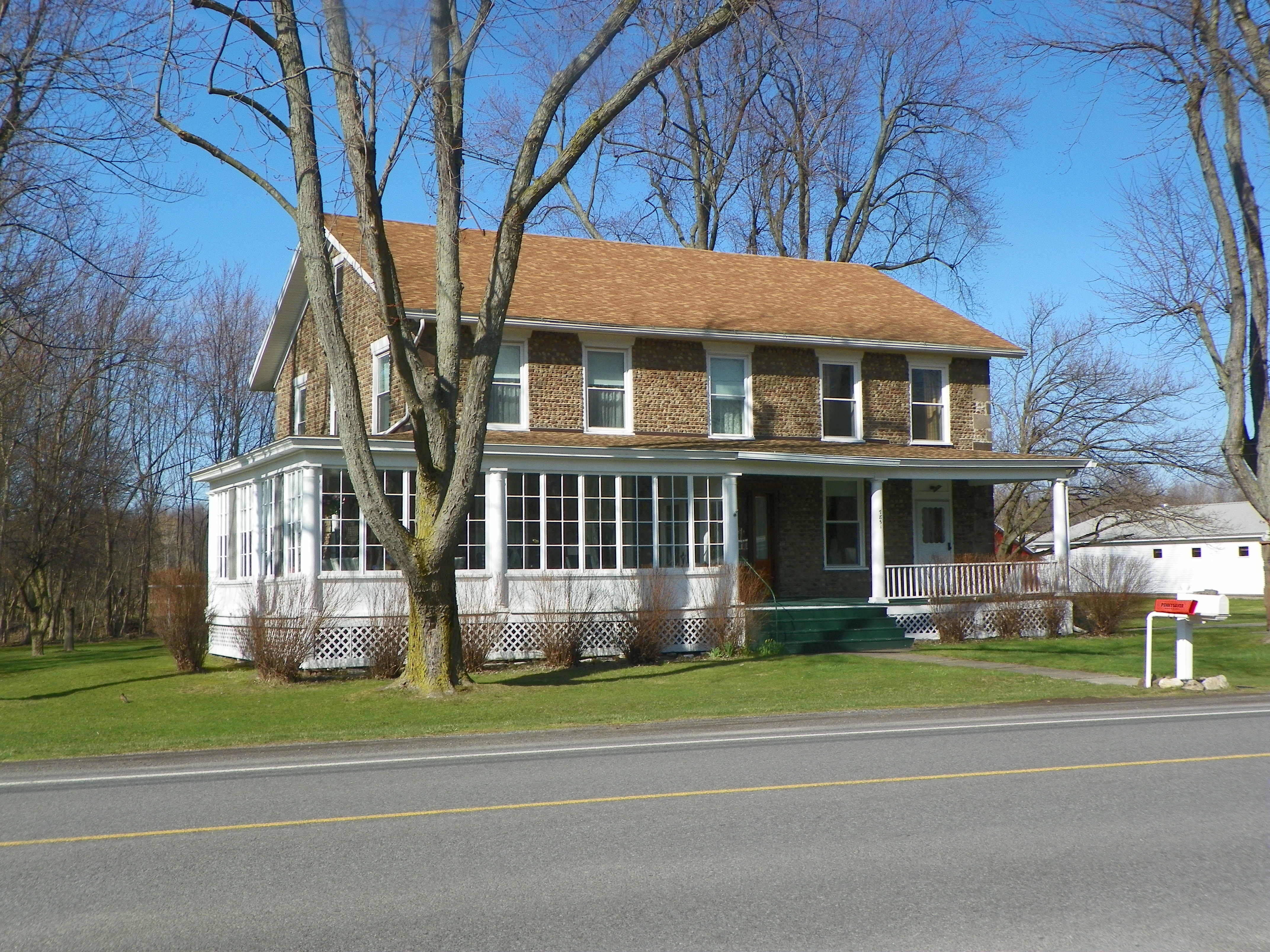
Die Walling Cobblestone Tavern (2013) ist eines von 35 Objekten im County, das im National Register of Historic Places eingetragen ist.

Zwei Orte im County haben den Status einer National Historic Landmark, der Delaware and Hudson Canal und der New York State Barge Canal. 35 Bauwerke und Stätten des Countys sind insgesamt im National Register of Historic Places eingetragen (Stand 21. Februar 2018).

### Einwohnerentwicklung
| Jahr      | 1800   | 1810   | 1820   | 1830   | 1840   | 1850   | 1860   | 1870   | 1880   | 1890   |
| --------- | ------ | ------ | ------ | ------ | ------ | ------ | ------ | ------ | ------ | ------ |
| Einwohner | -      | -      | -      | 33.643 | 42.057 | 44.953 | 47.762 | 47.710 | 51.700 | 49.729 |
| Jahr      | 1900   | 1910   | 1920   | 1930   | 1940   | 1950   | 1960   | 1970   | 1980   | 1990   |
| Einwohner | 48.660 | 50.179 | 48.827 | 49.995 | 52.747 | 57.323 | 67.989 | 79.404 | 84.581 | 89.123 |
| Jahr      | 2000   | 2010   | 2020   | 2030   | 2040   | 2050   | 2060   | 2070   | 2080   | 2090   |
| Einwohner | 93.765 | 93.751 | 91.283 |        |        |        |        |        |        |        |

## Städte und Ortschaften
Zusätzlich zu den unten angeführten selbständigen Gemeinden gibt es im Wayne County mehrere villages.
| Ortschaft  | Status | Einwohner (2010) | Gesamte Fläche [km²] | Landfläche [km²] | Bevölkerungsdichte [Einwohner / km²] | Gründung      | Besonderheit                                          |
| ---------- | ------ | ---------------- | -------------------- | ---------------- | ------------------------------------ | ------------- | ----------------------------------------------------- |
| Arcadia    | town   | 14.244           | 135,1                | 134,8            | 273,7                                | 15. Feb. 1825 |                                                       |
| Butler     | town   | 2.064            | 96,3                 | 96,1             | 21,5                                 | 26. Feb. 1826 |                                                       |
| Galen      | town   | 4.290            | 155,5                | 154,0            | 27,9                                 | 14. Feb. 1812 |                                                       |
| Huron      | town   | 2.118            | 111,6                | 102,0            | 20,8                                 | 25. Feb. 1826 | Gegründet als Port Bay; umbenannt am 17. März 1834    |
| Lyons      | town   | 5.682            | 97,4                 | 97,1             | 58,5                                 | 1. März 1811  | County Seat                                           |
| Macedon    | town   | 9.148            | 100,6                | 100,2            | 91,3                                 | 29. Jan. 1823 |                                                       |
| Marion     | town   | 4.746            | 75,8                 | 75,5             | 62,9                                 | 18. Apr. 1825 | Gegründet als Winchester; umbenannt am 15. April 1826 |
| Ontario    | town   | 10.136           | 84,2                 | 83,9             | 120,8                                | 27. März 1807 | Gegründet als Freedom; umbenannt am 12. Februar 1808  |
| Palmyra    | town   | 7.975            | 87,2                 | 86,6             | 92,1                                 | Jan. 1789     |                                                       |
| Rose       | town   | 2.369            | 87,8                 | 87,8             | 27,0                                 | 5. Feb. 1826  |                                                       |
| Savannah   | town   | 1.730            | 93,7                 | 93,2             | 18,6                                 | 24. Nov. 1824 |                                                       |
| Sodus      | town   | 8.384            | 179,3                | 174,2            | 48,1                                 | Jan. 1789     |                                                       |
| Walworth   | town   | 9.449            | 87,8                 | 87,7             | 107,7                                | 20. Apr. 1829 |                                                       |
| Williamson | town   | 6.984            | 89,8                 | 89,7             | 77,9                                 | 20. Feb. 1802 |                                                       |
| Wolcott    | town   | 4.453            | 103,5                | 101,1            | 44,0                                 | 24. März 1807 |                                                       |